# Абадија (Терамо)
Абадија (итал. Abbadia) је насеље у Италији у округу Терамо, региону Абруцо.
Према процени из 2011. у насељу је живело 231 становника. Насеље се налази на надморској висини од 161 м.